# Caudron G.4

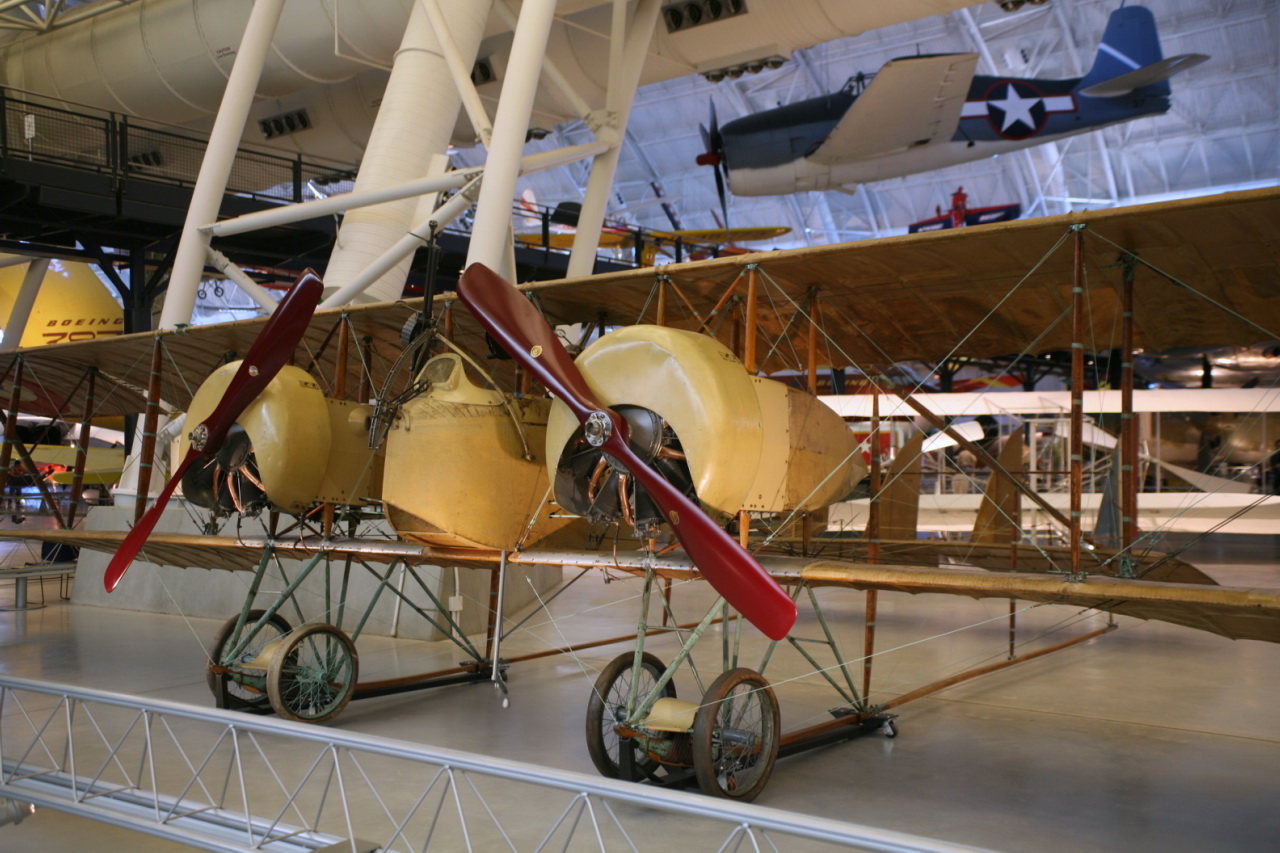
Altra vista del G.4.

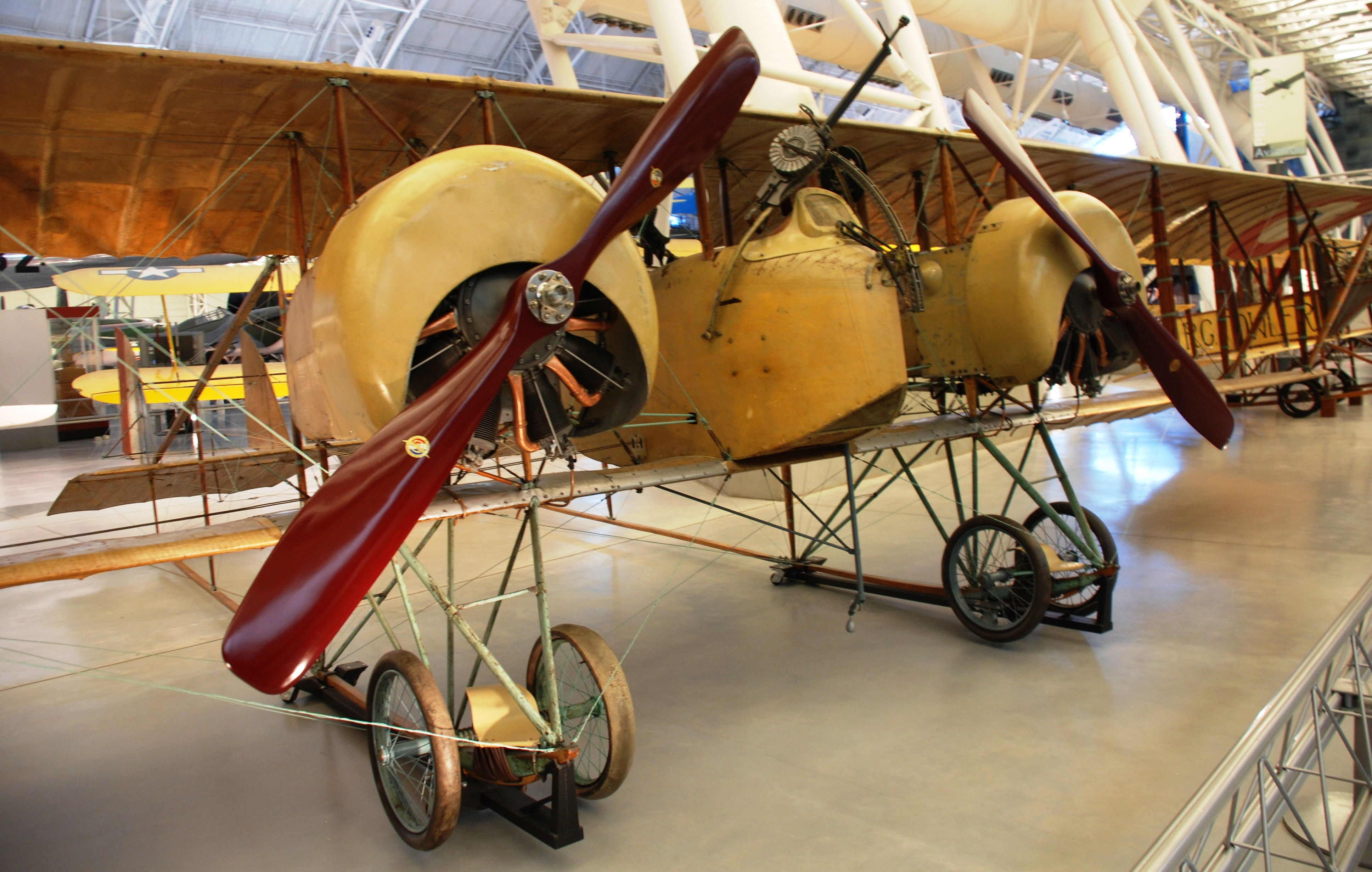

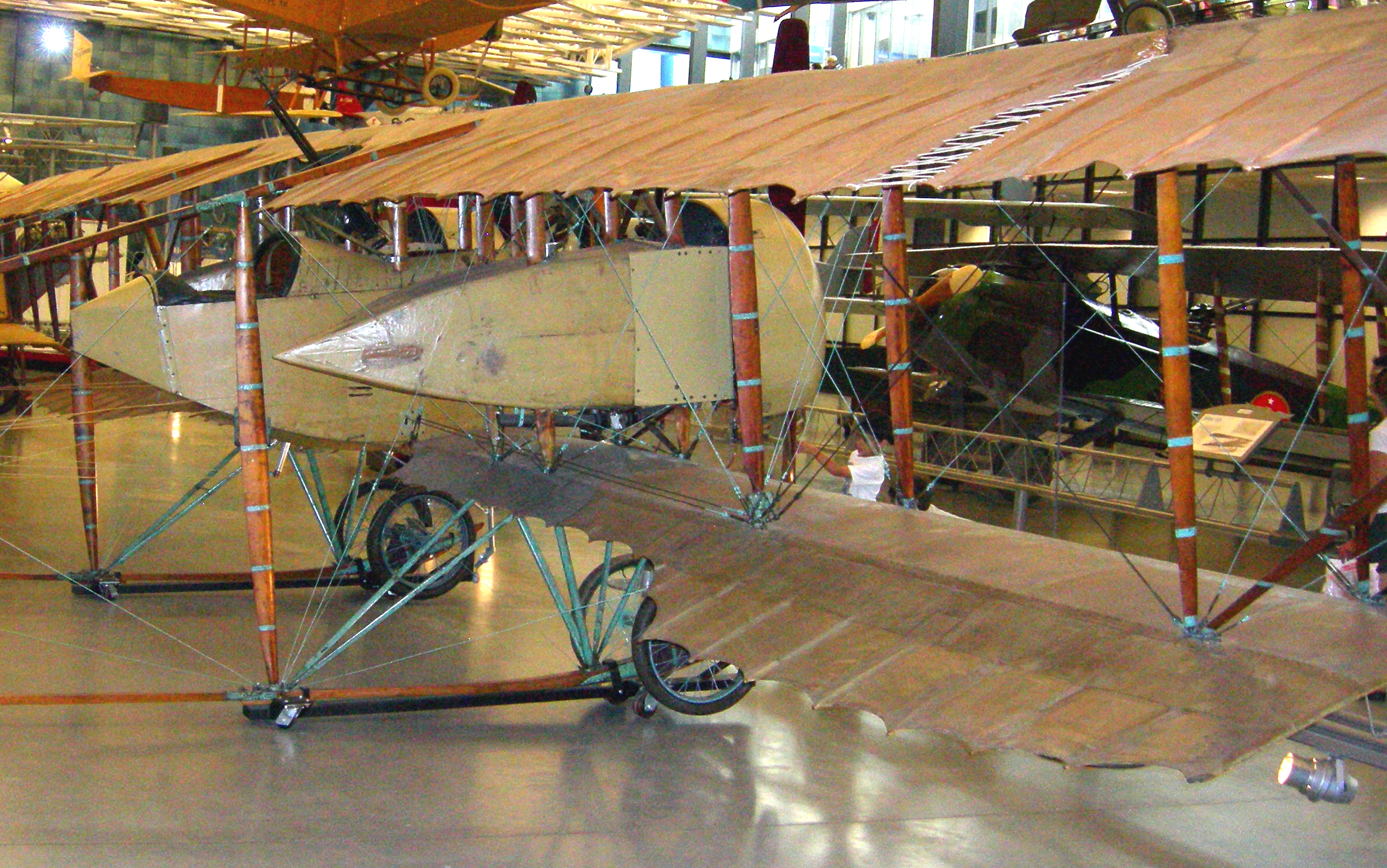

Il Caudron G.4 fu un bombardiere biplano bimotore francese ampiamente utilizzato durante la prima guerra mondiale. Fu progettato dai fratelli Caudron, René e Gaston, come miglioramento del Caudron G.3. A primo impatto lascia perplessi il suo aspetto, per via della realizzazione massiccia e con strutture aperte. Il velivolo utilizzava un metodo di inclinazione elicoidale applicato alle ali (wing warping) per il controllo del rollio. Il primo modello di G.4 fu realizzato nel 1915 e venne costruito in Francia, Inghilterra e Italia.
Il G.4 venne utilizzato come bombardiere da ricognizione nel cuore della Germania finché questa non sviluppò una propria forza aerea adeguata a respingere i velivoli nemici; successivamente il G.4 venne utilizzato per bombardamenti notturni.
Il Caudron G.4 prestò servizio nelle forze armate del Belgio, Francia, Finlandia, Italia, Regno Unito e Stati Uniti d'America.

## Storia del progetto
Il G.3 era un affidabile aereo da ricognizione, ma a causa della sua progettazione non poteva trasportare nessun tipo di bombe a bordo né armamento difensivo. Al fine di risolvere questi problemi, il Caudron G.4 fu concepito come versione bimotore del G.3 e volò la prima volta nel marzo 1915. A bordo furono montati due motori radiali Anzani 10 oppure due motori rotativi Gnome et Rhône posti tra le ali, fu aumentata l'apertura alare e i timoni di coda furono portati da due a quattro. Ciò permise di ottenere un secondo posto per un osservatore/mitragliere e la potenza in più generata dai motori permetteva di trasportare circa 100 kg di bombe.
Un totale di 1.358 G.4 furono prodotti in Francia, mentre altri 51 esemplari vennero realizzati dall'azienda italiana AER e 12 vennero costruiti in Gran Bretagna da parte della Caudron britannica.

## Impiego operativo

### Prima guerra mondiale
Il G.4 prese servizio presso l'aeronautica francese nel novembre del 1915 e fu il primo bimotore in servizio alle forze armate d'oltralpe. Venne utilizzato per dei violenti raid sul fronte nemico e per bombardamenti a lunga distanza che colpirono la Renania. A causa del sempre più alto numero di velivoli abbattuti, le forze francesi decisero, nell'autunno del 1916, di non utilizzarlo più per missioni diurne.
Il Royal Naval Air Service inglese ricevette 55 velivoli utilizzati come bombardieri, di cui 12 costruiti in Inghilterra e gli altri spediti dalla Francia. Gli inglesi usarono il G.4 per attaccare idrovolanti tedeschi e aeroporti militari in Belgio fino alla fine del 1917, quando vennero rimpiazzati dai Handley Page Type O.
Da segnalare un loro utilizzo da parte dell'Imperatorskij voenno-vozdušnyj flot, la forza aerea dell'Impero russo, con compiti di ricognizione.

### Regno d'Italia
In Italia, realizzati in 51 esemplari su licenza dalla AER di Orbassano sia nella versione A2 per il bombardamento che nella B2 da ricognizione, andarono ad equipaggiare le 3 squadriglie di ricognizione aerea del Regio Esercito, esattamente la 48ª, 49ª e 50ª Squadriglia Ricognizione, dislocate sul fronte alpino, rimanendo in servizio di prima linea fino alla metà del 1917. In particolare la 48ª Squadriglia dal giugno 1916 lo apprezzò per le sue prestazioni in velocità variometrica, superiori ai precedenti Caudron G.3, che facilitavano il volo in alta montagna specie nell'impervia zona operativa collocata tra la Carnia e la Valsugana assegnata alla 48ª che vedeva cime oltre i 3.000 metri. 
La 42ª Squadriglia ne riceve una Sezione armata di mitragliatrice dall'inizio 1917 ed il 15 ottobre 1917 viene sciolta.
La 43ª Squadriglia inizia a riceverli dal febbraio 1917, a maggio ne ha 3 ed il 15 ottobre 1917 viene sciolta.
La 44ª Squadriglia ne dispone dal maggio 1917 fino allo scioglimento del 10 novembre 1917.
Durante il conflitto con i G.4 vennero stabiliti due primati di quota massima raggiunta, inoltre, in data 24 maggio 1917, il velivolo ai comandi di Natale Palli riuscì a compiere la traversata del Trentino, da Belluno a Castenedolo.

#### Finlandia
La Suomen ilmavoimat acquistò nell'aprile del 1923 un G.4 e due G.3 con pezzi di ricambio dalla Flyg Aktiebolaget per la cifra di 100 000 marchi finlandesi. Il G.4 fu utilizzato come aeroambulanza.

## Versioni
Del G.4 furono prodotte quattro versioni:
- A2: Ricognitore, equipaggiato con una radio
- B2: Bombardiere, poteva trasportare circa 100 kg di bombe
- E2: Aereo scuola, equipaggiato con doppi comandi
- G.4IB: Versione blindata.

## Utilizzatori
Belgio
- Aviation militaire

 Colombia
- Fuerza Aérea Colombiana

 Francia
- Aéronautique Militaire

 Finlandia
- Suomen ilmavoimat

 Italia
- Corpo Aeronautico Militare
  - 48ª Squadriglia Ricognizione

 Portogallo
- Serviço Aeronáutico Militare

 Romania
- Aeronautica Regală Românã

 Impero ottomano
- Umur-u Havaiye Müfettişliği[10]

 Impero russo
- Imperatorskij voenno-vozdušnyj flot

 Regno Unito
- Royal Naval Air Service

 Stati Uniti
- United States Army Air Service

### Pubblicazioni
- Caudron G.4, in Aerei da guerra, Ginevra - Novara, Edito Service S.A. - Istituto Geografico De Agostini, 1993.